# Rocío Arroyo
Rocío Arroyo Soria (Alcalá de Henares, 6 de julio de 2003) es una atleta española, especialista en las pruebas de 400 m y 800 m. En el Campeonato Europeo de Atletismo Sub-23 de 2025 consiguió dos medallas de plata en las pruebas de 800m y 4x400. 

## Trayectoria deportiva
Rocío Arroyo comenzó a realizar atletismo a los 10 años en la Escuela Municipal del Club de Atletismo Ajalkalá, donde se formó como deportista. Afianzada en el grupo de velocidad que entrena Antonio Fernández Larragueta, Director técnico del club, destacó rápido en categorías inferiores con medallas autonómicas en pruebas de velocidad, desde los 60ml a los 400ml. A nivel nacional, ha sido medallista en numerosas ocasiones en la prueba de 400ml, tanto en short track como al aire libre, en las categorías sub-18, sub-20 y sub-23. Estos logros le han permitido competir en varios Campeonatos de España Absolutos desde una edad temprana.
Sus grandes resultados le llevaron a ser internacional en el 4 × 400 m español del Campeonato de Europa Sub-23 de 2023, donde consiguió una medalla de bronce con récord de España sub-23 junto a Carmen Avilés, Berta Segura y Blanca Hervás. En 2023 dio el salto a División de Honor española con el Club de Atletismo Unicaja Jaén, sin desvincularse en ningún momento de su grupo de entrenamiento de Alcalá de Henares ni de su entrenador. Compagina sus entrenamientos con el Grado en Estudios Ingleses en la Universidad de Alcalá, por esta razón ha participado en varios Campeonatos de España Universitarios de Atletismo, donde también ha sido medallista (800ml, 2025).
En 2025 compaginó la prueba de 400ml con la de 800ml. Su progresión en los 800ml le permitió proclamarse doble Campeona de España sub-23 en short track y al aire libre, logrando además la mínima para el Campeonato Europeo de Atletismo Sub-23 de 2025. Se proclamó subcampeona de Europa y estableció un nuevo récord de España sub-23 en la distancia (1:59.18), siendo la quinta española de la historia en bajar de los 2:00.00 y situándose como la tercera mejor española de todos los tiempos absoluta en los 800ml tras Maite Zúñiga y Mayte Martínez.Un día después se alzó con la plata en el relevo 4x400, realizando la última posta y estableciendo un nuevo récord de España sub-23 junto a Natalia Rojas, Ana Prieto y Berta Segura.

## Competiciones internacionales
| Representando a España \| Año \| Competición \| Sede \| Puesto \| Prueba \| Marca \| \| ---- \| --------------------------- \| ------ \| ----------------- \| --------- \| ------------- \| \| 2023 \| Campeonato de Europa Sub-23 \| Espoo \| Medalla de bronce \| 4 × 400 m \| 3:31.11 \| \| 2025 \| Campeonato de Europa Sub-23 \| Bergen \| Medalla de plata \| 800 \| 1:59.18 [n 1] \| \| 2025 \| Campeonato de Europa Sub-23 \| Bergen \| Medalla de plata \| 4x400 m \| 3:28.06 [n 1] \| | Representando a España \| Año \| Competición \| Sede \| Puesto \| Prueba \| Marca \| \| ---- \| --------------------------- \| ------ \| ----------------- \| --------- \| ------------- \| \| 2023 \| Campeonato de Europa Sub-23 \| Espoo \| Medalla de bronce \| 4 × 400 m \| 3:31.11 \| \| 2025 \| Campeonato de Europa Sub-23 \| Bergen \| Medalla de plata \| 800 \| 1:59.18 [n 1] \| \| 2025 \| Campeonato de Europa Sub-23 \| Bergen \| Medalla de plata \| 4x400 m \| 3:28.06 [n 1] \| | Representando a España \| Año \| Competición \| Sede \| Puesto \| Prueba \| Marca \| \| ---- \| --------------------------- \| ------ \| ----------------- \| --------- \| ------------- \| \| 2023 \| Campeonato de Europa Sub-23 \| Espoo \| Medalla de bronce \| 4 × 400 m \| 3:31.11 \| \| 2025 \| Campeonato de Europa Sub-23 \| Bergen \| Medalla de plata \| 800 \| 1:59.18 [n 1] \| \| 2025 \| Campeonato de Europa Sub-23 \| Bergen \| Medalla de plata \| 4x400 m \| 3:28.06 [n 1] \| | Representando a España \| Año \| Competición \| Sede \| Puesto \| Prueba \| Marca \| \| ---- \| --------------------------- \| ------ \| ----------------- \| --------- \| ------------- \| \| 2023 \| Campeonato de Europa Sub-23 \| Espoo \| Medalla de bronce \| 4 × 400 m \| 3:31.11 \| \| 2025 \| Campeonato de Europa Sub-23 \| Bergen \| Medalla de plata \| 800 \| 1:59.18 [n 1] \| \| 2025 \| Campeonato de Europa Sub-23 \| Bergen \| Medalla de plata \| 4x400 m \| 3:28.06 [n 1] \| | Representando a España \| Año \| Competición \| Sede \| Puesto \| Prueba \| Marca \| \| ---- \| --------------------------- \| ------ \| ----------------- \| --------- \| ------------- \| \| 2023 \| Campeonato de Europa Sub-23 \| Espoo \| Medalla de bronce \| 4 × 400 m \| 3:31.11 \| \| 2025 \| Campeonato de Europa Sub-23 \| Bergen \| Medalla de plata \| 800 \| 1:59.18 [n 1] \| \| 2025 \| Campeonato de Europa Sub-23 \| Bergen \| Medalla de plata \| 4x400 m \| 3:28.06 [n 1] \| | Representando a España \| Año \| Competición \| Sede \| Puesto \| Prueba \| Marca \| \| ---- \| --------------------------- \| ------ \| ----------------- \| --------- \| ------------- \| \| 2023 \| Campeonato de Europa Sub-23 \| Espoo \| Medalla de bronce \| 4 × 400 m \| 3:31.11 \| \| 2025 \| Campeonato de Europa Sub-23 \| Bergen \| Medalla de plata \| 800 \| 1:59.18 [n 1] \| \| 2025 \| Campeonato de Europa Sub-23 \| Bergen \| Medalla de plata \| 4x400 m \| 3:28.06 [n 1] \| |
| Año | Competición | Sede | Puesto | Prueba | Marca |
| --- | --- | --- | --- | --- | --- |
| 2023 | Campeonato de Europa Sub-23 | Espoo | Medalla de bronce | 4 × 400 m | 3:31.11 |
| 2025 | Campeonato de Europa Sub-23 | Bergen | Medalla de plata | 800 | 1:59.18 |
| 2025 | Campeonato de Europa Sub-23 | Bergen | Medalla de plata | 4x400 m | 3:28.06 |

1. 1 2  En categoría sub-23

## Marcas personales
| Prueba       | Marca        | Club                           | Lugar       | Fecha               |
| ------------ | ------------ | ------------------------------ | ----------- | ------------------- |
| 100 metros   | 12.12        | Club de Atletismo Ajalkalá     | Móstoles    | 3 de junio de 2023  |
| 200 metros   | 24.88 (-1.2) | Club de Atletismo Ajalkalá     | Madrid      | 9 de abril de 2022  |
| 300 metros   | 38.56        | Club de Atletismo Ajalkalá     | Fuenlabrada | 25 de mayode 2022   |
| 400 metros   | 52:37        | Club de Atletismo Unicaja Jaén | Soria       | 15 de junio de 2025 |
| 800 metros   | 1:59.18      | Selección Española sub-23      | Bergen      | 19 de julio de 2025 |
| 4x400 metros | 3:28.06      | Selección Española sub-23      | Bergen      | 20 de julio de 2025 |

| Prueba     | Marca   | Club                           | Lugar  | Fecha                 |
| ---------- | ------- | ------------------------------ | ------ | --------------------- |
| 400 metros | 54:87   | Club de Atletismo Unicaja Jaén | Madrid | 7 de enero de 2024    |
| 800 metros | 2:07.53 | Club de Atletismo Unicaja Jaén | Madrid | 25 de febrero de 2025 |

1. 1 2  En categoría sub-23